# International Steel Group
International Steel Group (ISG) était une entreprise sidérurgique américaine dont le siège se trouvait à Cleveland dans l'Ohio fondée en 2002 et disparue en 2005, rachetée par Mittal Steel Company. 
ISG est née de la liquidation d'une partie des actifs de Ling-Temco-Vought, revendus en 2000 à ISG Weirton Steel.
En 2004 l'entreprise était classée au 426e rang du Fortune 500. 
En avril 2005, l'entreprise a été racheté par Mittal Steel 